# Fokker V.9
De Fokker V.9 maakte deel uit van een reeks experimentele vliegtuigen die leidden tot het Fokker D.VI gevechtsvliegtuig. Van de Fokker D.VI zijn uiteindelijk slechts 59 exemplaren gebouwd. 
De onderstaande experimentele toestellen leken sterk op elkaar, de verschillen zaten vooral in de details en motorisering. 
- V.9 Werd voortgestuwd door een 60 kW (80 pk) Oberursel rotatiemotor en vloog voor het eerst in december 1917; alle anderen vlogen in 1918.

- V.12 Was uitgerust met een experimentele 119 kW (160 pk), Steyr-Le Rhône motor.

- V.14 Net als de V.12, werd de V.14 voortgestuwd door de 119 kW (160 pk) Steyr-Le Rhône.

- V.16 Werd aangedreven door de 81 kW (110 pk) Oberursel Ur. II.

- V.33 Was een verdere ontwikkeling van de V.9. Het toestel werd getest met zowel 82 kW (110 pk) als 108 kW (145 pk) Oberursel motoren.

## Specificaties V.9 (schatting)
- Type: Fokker V.9
- Fabriek: Fokker
- Lengte: 6,3 m
- Spanwijdte: 7,7 m
- Maximum gewicht: 585 kg
- Motor: 1 × Oberursel rotatiemotor, 80 pk

Prestaties
- Maximumsnelheid: 185 km/u

## Verwijzingen
- http://www.dutch-aviation.nl/index5/Military/index5-1%20Fokker%20Military%20Aircrafts.html